# Alfie Doughty
Alfie Henry Harman Doughty (Poplar, 21 dicembre 1999) è un calciatore inglese, centrocampista del Millwall.

## Carriera
Cresciuto nel settore giovanile del Charlton, debutta in prima squadra il 14 agosto 2018, disputando l'incontro di EFL Cup perso per 3-0 contro il MK Dons. Nel corso della sua militanza nel Charlton, gioca anche in prestito con Kingstonian e Bromley nelle serie minori del calcio inglese. A partire dalla stagione 2019-2020, inizia a giocare con maggiore regolarità e il 23 novembre 2019 esordisce in Championship, in occasione dell'incontro pareggiato per 2-2 contro il Cardiff City. Realizza la sua prima rete in campionato un mese dopo, nell'incontro vinto per 3-2 contro il Bristol City. Il 21 febbraio 2020 prolunga il suo contratto fino al 2021. Il 22 gennaio 2021, dopo aver totalizzato 41 presenze e 3 reti, viene acquistato dallo Stoke City. Il 29 gennaio 2022 viene ceduto in prestito al Cardiff City fino al termine della stagione. Il 20 giugno 2022 viene acquistato a titolo definitivo dal Luton Town. Il 28 luglio 2025 viene ceduto a titolo definitivo al Millwall.

## Statistiche

### Presenze e reti nei club
Statistiche aggiornate al 16 agosto 2025.
| Stagione          | Squadra           | Campionato        | Campionato | Campionato | Coppe nazionali | Coppe nazionali | Coppe nazionali | Coppe continentali | Coppe continentali | Coppe continentali | Altre coppe | Altre coppe | Altre coppe | Totale | Totale |
| Stagione          | Squadra           | Comp              | Pres       | Reti       | Comp            | Pres            | Reti            | Comp               | Pres               | Reti               | Comp        | Pres        | Reti        | Pres   | Reti   |
| ----------------- | ----------------- | ----------------- | ---------- | ---------- | --------------- | --------------- | --------------- | ------------------ | ------------------ | ------------------ | ----------- | ----------- | ----------- | ------ | ------ |
| ago. 2018         | Charlton          | FL1               | -          | -          | FACup+CdL       | 0+1             | 0               |                    | -                  | -                  | FLT         | -           | -           | 1      | 0      |
| ott.-nov. 2018    | Kingstonian       | IL                | 13         | 3          | FACup           | -               | -               |                    | -                  | -                  | FAT         | 2           | 1           | 15     | 4      |
| ago. 2019         | Charlton          | FLC               | -          | -          | FACup+CdL       | 0+1             | 0               |                    | -                  | -                  |             | -           | -           | 1      | 0      |
| set.-nov. 2019    | Bromley           | NL                | 8          | 2          | FACup           | 1               | 0               |                    | -                  | -                  | FAT         | -           | -           | 9      | 2      |
| nov. 2019-2020    | Charlton          | FLC               | 29         | 2          | FACup+CdL       | 0               | 0               |                    | -                  | -                  |             | -           | -           | 29     | 2      |
| 2020-gen. 2021    | Charlton          | FL1               | 7          | 1          | FACup+CdL       | 0+2             | 0               |                    | -                  | -                  | FLT         | 1           | 0           | 10     | 1      |
| Totale Charlton   | Totale Charlton   | Totale Charlton   | 36         | 3          |                 | 4               | 0               |                    | -                  | -                  |             | 1           | 0           | 41     | 3      |
| gen.-mag. 2021    | Stoke City        | FLC               | 0          | 0          | FACup+CdL       | -               | -               |                    | -                  | -                  |             | -           | -           | 0      | 0      |
| 2021-gen. 2022    | Stoke City        | FLC               | 11         | 0          | FACup+CdL       | 1+4             | 0               |                    | -                  | -                  |             | -           | -           | 16     | 0      |
| gen.-mag. 2022    | Cardiff City      | FLC               | 9          | 1          | FACup+CdL       | -               | -               |                    | -                  | -                  |             | -           | -           | 9      | 1      |
| 2022-2023         | Luton Town        | FLC               | 31         | 2          | FACup+CdL       | 4+0             | 0               |                    | -                  | -                  |             | -           | -           | 35     | 2      |
| 2023-2024         | Luton Town        | PL                | 37         | 2          | FACup+CdL       | 4+2             | 0+1             |                    | -                  | -                  |             | -           | -           | 43     | 3      |
| 2024-2025         | Luton Town        | FLC               | 26         | 1          | FACup+CdL       | 0+1             | 0               |                    | -                  | -                  |             | -           | -           | 27     | 1      |
| Totale Luton Town | Totale Luton Town | Totale Luton Town | 94         | 5          |                 | 11              | 1               |                    | -                  | -                  |             | -           | -           | 105    | 6      |
| 2025-2026         | Millwall          | FLC               | 2          | 0          | FACup+CdL       | 0+0             | 0+0             | -                  | -                  | -                  | -           | -           | -           | 2      | 0      |
| Totale carriera   | Totale carriera   | Totale carriera   | 173        | 14         |                 | 21              | 1               |                    | -                  | -                  |             | 3           | 1           | 197    | 16     |